# Grigny, Rhône
Grigny är en kommun i departementet Rhône i regionen Auvergne-Rhône-Alpes i östra Frankrike. Kommunen ligger i kantonen Givors som tillhör arrondissementet Lyon. År 2022 hade Grigny 9 941 invånare.

## Befolkningsutveckling
Antalet invånare i kommunen Grigny
| Referens: INSEE |